# Масчио, Роберт
Роберт Масчио (англ. Robert Maschio; род. 25 августа 1966, Нью-Йорк) — американский актёр и сценарист. Работает в жанрах комедии и драмы. Наиболее известен как исполнитель роли Тодда Куинлэна в телесериале «Клиника».

## Биография
Роберт окончил Колумбийский университет в 1988 году. В начале своей карьеры играл в театрах Нью-Йорка. После переезда в Лос-Анджелес актёр преимущественно играет на телевидении.

## Личная жизнь
У Роберта три брата: Майкл (романист), Патрик (писатель и сценарист) и Джон (музыкант). Все они живут в Нью-Йорке.

## Фильмография
| Год       |     | Русское название         | Оригинальное название  | Роль                         |
| --------- | --- | ------------------------ | ---------------------- | ---------------------------- |
| 1996—2001 | с   | Спин-Сити                | Спин-Сити              | офицер Карни / игрок в бинго |
| 2000      | с   | —                        | Battery Park           | исполнитель миниатюр         |
| 2001—2010 | с   | Клиника                  | Scrubs                 | Тодд Куинлэн                 |
| 2003      | кор | —                        | Date or Disaster       | Джонсон                      |
| 2005      | с   | —                        | Cuts                   | Томми                        |
| 2005      | с   | Вероника Марс            | Veronica Mars          | спортсмен                    |
| 2006      | с   | Как вращается мир        | As the World Turns     | Луис Браунинг                |
| 2008      | ф   | —                        | Desertion              | Майкл Шеридан                |
| 2009      | с   | Клиника: Интерны         | Scrubs: Interns        | Тодд Куинлэн                 |
| 2010      | ф   | —                        | The Putt Putt Syndrome | Фрэнк                        |
| 2010      | кор | —                        | Kleshnov               | Энтони                       |
| 2011      | ф   | Праздничный грабёж       | A Holiday Heist        | Харви                        |
| 2011      | ф   | Голливу                  | Hollywoo               | Голдман                      |
| 2012      | с   | Город хищниц             | Cougar Town            | человек из бассейна          |
| 2013      | с   | Мужики за работой        | Men at Work            | Флеминг                      |
| 2014      | с   | Непригодные для свиданий | Undateable             | Тодд                         |
| 2015      | ф   | Смертельное искушение    | Lethal Seduction       | Тревор                       |
| 2015      | с   | Кости                    | Bones                  | Питер                        |